# PWB/UNIX
Programmer's Workbench (PWB/UNIX) je stará, nevyvíjená a dnes již nepoužívaná distribuce operačního systému Unix, která byla vytvořena v Computer Science Research Group Bellových laboratořích společnosti AT&T. Jejím účelem bylo poskytnout pracovní prostředí se sdílením času pro velké skupiny programátorů, kteří vytvářeli software pro větší počítače s dávkovým zpracováním.
Před rokem 1973 byl vývoj Unixu v AT&T projektem malé skupiny výzkumníků v oddělení 1127 Bellových laboratoří. Když se prokázala užitečnost Unixu v jiných odděleních Bellových laboratoří, společnost AT&T se rozhodla vyvinout verzi Unixu šitou na míru podpoře programátorů nejen ve výzkumu, ale také v produkční práci. Programátorské vybavení začali vyvíjet v roce 1973 Evan Ivie a Rudd Canaday, aby podpořili výpočetní středisko divize Bell Labs s 1000 zaměstnanci, které mělo být po několik let největším pracovištěm Unixu. Účelem PWB/UNIXu bylo poskytnout nástroje pro týmy programátorů pro verzování jejich zdrojových kódů a spolupráci na projektech s jinými členy týmu. Přinesl také několik vylepšení stability nad rámec systému Research Unix, a rozšířil použití vyvíjených formátovačů textu Nroff a Troff, díky spolupráci s typing pools Bellových Laboratoří, které vedlo k vytvoření maker -mm pro formátování textů.
Zatímco uživatelé PWB spravovali svoje zdrojové kódy na Unixových systémech na PDP-11, programy byly často vytvořené pro spuštění na jiných operačních systémech. Z tohoto důvodu PWB obsahoval software pro spouštění úloh na počítačích IBM System/370, UNIVAC řada 1100, a SDS Sigma 5. V roce 1977 PWB podporoval uživatelskou komunitu asi 1100 uživatelů ve skupině Business Information Systems Programs (BISP) Bellových Laboratoří.
Byla vydána dva velká vydání of Programmer's Workbench: PWB/UNIX 1.0, vydaný 1. července 1977 vycházel z Version 6 Unix; PWB 2.0 vycházel z Version 7 Unix. PWB byl inzerován společností Bell System Software ještě v roce 1981 a vydání 1.0 bylo v roce 1984 stále v AT&T ceníku pro vzdělávací instituce. Většina PWB/UNIX byla později začleněna do komerčních vydání UNIX System III a UNIX System V.

## Vlastnosti
V PWB se mimo jiné poprvé objevily následující nástroje:
- Source Code Control System, první unixový verzovací systém, jehož autorem byl Marc J. Rochkind
- Systém pro dávkové zadávání úloh na dálku
- PWB shell, jehož autorem byl John R. Mashey, který byl předchůdcem Bourne shellu Steva Bourneho
- Omezený shell (rsh), alternativa k PWB shellu používaný pro vytváření veřejných účtů pro řízení stavu, oznamování problémů, apod., zabezpečená omezením příkazů
- Balíček maker -mm (memorandum) pro troff, jehož autory byli John R. Mashey a Dale W. Smith
- Programy jako find, cpio, expr, jejichž auterem byl Dick Haight, xargs, egrep a fgrep
- Yacc a lex, které sice nebyly vytvořeny přímo pro PWB, ale mimo Bellovy Laboratoře byly poprvé zpřístupněny v distribuci PWB.